# Terespol (comune rurale)
Terespol è un comune rurale polacco del distretto di Biała Podlaska, nel voivodato di Lublino.
Ricopre una superficie di 141,31 km² e nel 2006 contava 7 037 abitanti.
Il capoluogo è Terespol, che non fa parte del territorio ma costituisce un comune a sé.